# Пайлот-Стейшен (Аляска)
Пайлот-Стейшен (англ. Pilot Station, юпик. Tuutalgaq) — город в зоне переписи населения Кусилвак, штат Аляска, США. Население по данным на 2007 год составляет 596 человек.

## География
Расположен на северном берегу Юкона. Площадь города составляет 5,9 км², из них 4,4 км² — суша и 1,5 км² — открытые водные пространства.

## История
Город был инкорпорирован 6 октября 1969 года.

## Население
По данным переписи 2000 года, население города составляло 550 человек. Расовый состав: коренные американцы — 96,91 %; белые — 2,36 % и представители двух и более рас — 0,73 %.
Из 109 домашних хозяйств в 61,5 % — воспитывали детей в возрасте до 18 лет, 51,4 % представляли собой совместно проживающие супружеские пары, в 22,9 % семей женщины проживали без мужей, 14,7 % не имели семьи. 11,0 % от общего числа домохозяйств на момент переписи жили самостоятельно, при этом 1,8 % составили одинокие пожилые люди в возрасте 65 лет и старше. В среднем домашнее хозяйство ведут 5,05 человека, а средний размер семьи — 5,47 человека.
Доля лиц в возрасте младше 18 лет — 48,0 %; лиц в возрасте от 18 до 24 лет — 9,5 %; от 25 до 44 лет — 26,9 %; от 45 до 64 лет — 10,4 % и лиц старше 65 лет — 5,3 %. Средний возраст населения — 20 лет. На каждые 100 женщин приходится 126,3 мужчины; на каждые 100 женщин в возрасте старше 18 лет — 105,8 мужчины.
Средний доход на совместное хозяйство — $31 071; средний доход на семью — $27 411. Средний доход на душу населения — $7311. Около 25,3 % семей и 28,7 % населения живут за чертой бедности, включая 26,0 % лиц в возрасте младше 18 лет и 28,1 % лиц старше 65 лет.